# Schlacht bei Enzheim
Solebay – Erste Schooneveld – Zweite Schooneveld – Maastricht – Texel – Bonn – Sinsheim – Seneffe – Enzheim – Türkheim – Sasbach – Konzer Brücke – Stromboli – Augusta – Palermo – Philippsburg – Maastricht – Valenciennes – Tobago – Cassel – Kokersberg –  Freiburg – Ypern – Rheinfelden – Saint-Denis
Die Schlacht bei Enzheim (teilweise auch Entzheim, Holzheim) fand am 4. Oktober 1674 zwischen französischen Truppen auf der einen Seite sowie kaiserlichen Einheiten und Reichstruppen auf der anderen Seite während des Holländischen Krieges bei Entzheim im Elsass statt. Trotz zahlenmäßiger Überlegenheit der Kaiserlichen endete sie unentschieden.

## Vorgeschichte
Den Reichstruppen unter Alexander de Bournonville war es gelungen mit Hilfe der Bevölkerung von Straßburg den Rhein zu überqueren und in das Elsass vorzustoßen. Sie sammelten sich zwischen Rhein und Vogesen. Das Ziel war es den Franzosen den Zugang zum oberen Elsass zu verwehren. Dies wollte der französische Befehlshaber Henri de La Tour d’Auvergne, vicomte de Turenne verhindern. Diesem ging es auch darum, eine Vereinigung der Reichstruppen mit der brandenburgischen Armee, die bei Heilbronn stand, nicht zuzulassen. Obwohl seine Armee deutlich schwächer war, ließ Turenne sie in Eilmärschen gegen den Gegner vorrücken. Die Verbündeten waren dagegen nur langsam vorgerückt und hatten die Übergänge über die Breusch noch nicht besetzt.

## Verlauf
Bei Entzheim etwa 10 Kilometer südwestlich von Straßburg kam es zur Schlacht. Die kaiserlichen Truppen nahmen eine Stellung geschützt von Gräben und Hecken zwischen der Breusch und der Ill ein. Vor der Front befanden sich Waldungen, die aber zunächst nicht besetzt wurden. Am Morgen des 4. Oktobers griffen die französischen Truppen an. Sie besetzten die Waldung beim linken Flügels der Kaiserlichen, bevor diese ebenfalls diesen Schritt vollzogen. Die Waldung wurde von den Franzosen gehalten.
Bournonville befahl auf dem rechten Flügel eine Kavallerieattacke. Diese scheiterte. Nach einem langen Kampf waren beide Heere erschöpft. Turenne war es zwar gelungen, alle Angriffe der Kaiserlichen abzuwehren, sah sich aber nicht in der Lage seinerseits die zentrale Stellung des Gegners anzugreifen. Auf dem französischen rechten Flügel endete die Schlacht daher um 2 Uhr und auf dem linken Flügel um 4 Uhr. Bis zum Einbruch der Dunkelheit wurden nur noch Artilleriegefechte ausgetragen. In der Nacht zogen sich beide Heere zurück. Nur einige französische Schwadronen Kavallerie blieben auf dem Schlachtfeld zurück.

## Folgen
Die Schlacht hatte keine unmittelbaren Auswirkungen. Der kaiserliche Befehlshaber agierte ohne viel Geschick, während der Ruhm von Turenne wuchs. Unter den Verbündeten nahm das Misstrauen und die Uneinigkeit zu.